# Hypereteone alba
Hypereteone alba är en ringmaskart som först beskrevs av Webster 1879.  Hypereteone alba ingår i släktet Hypereteone och familjen Phyllodocidae. Inga underarter finns listade i Catalogue of Life.